# Долбенко Тетяна Олексіївна
Долбенко Тетяна Олексіївна (нар. 4 січня 1951, с. Літки Броварського району Київської області) — бібліотекознавець, професор кафедри соціальних комунікацій та інформаційних наук Київського національного університету культури і мистецтв (1997), доктор культурології (2010), заслужений працівник культури України (2001), член-кореспондент Міжнародної Академії інформатизації.

## Життєпис
Тетяна Олексіївна Долбенко народилася 4 січня 1951 р. у с. Літки Броварського району Київської області у селянській родині. У 1958—1968 рр. навчалася в Літківській середній школі. В 1968 році вступила до Київського державного інституту культури.

## Професійна діяльність
Станом на 2020 — завідувачка кафедри івент-менеджменту Київського університету культури.

## Звання та нагороди
- 1982 — нагороджена медаллю «В память 1500-летия Киева»

- 1998 — Подяка Міністерства культури і мистецтв України[3]

- 2001 — Почесне звання «Заслужений працівник культури України[3]»

- 2002 — Подяка Київського міського голови[3];

- 2003 — Почесна грамота Кабінету Міністрів України[3]

- 2003 — Почесна відзнака Київської міської ради «За багаторічну плідну працю в галузі культури[3]».

- 2004 — Юбилейная грамота Международной академии информатизации[3]

- 2008 — Грамота за багаторічну сумлінну працю, високу професійну майстерність та особливі заслуги перед університетом, у зв'язку із 40-річчям Київського національного університету культури і мистецтв[3]

## Наукова, педагогічна та навчально-методична робота
Тетяна Олексіївна Долбенко авторка приблизно 100 наукових праць, серед яких: 2 монографії, 3 навчальні посібники, статті, програми, методичні рекомендації тощо; понад 200 відгуків, рецензій на наукових збірники, навчальні посібники, програми, рукописи кандидатських, докторських, магістерських праць з різних спеціальностей за профілем КНУКіМ: бібліотекознавство, культурологія, педагогіка і психологія, мистецтвознавство. Учасник багатьох міжнародних, всеукраїнських наукових конференцій, семінарів, круглих столів.
Засновник наукової школи «Дослідження проблем дитячого читання в Україні» керує роботою аспірантів і здобувачів наукових ступенів.
Викладає дисципліни: «Фондознавство», «Консервація та зберігання документів», «Державна інформаційна політика», «Національні бібліотеки світу», «Бібліотечно-інформаційне обслуговування дітей» та ін.
Коло наукових інтересів : теоретичні, методологічні та методичні аспекти бібліотечного обслуговування дітей в Україні і зарубіжних країнах, бібліотека
в системі соціальних комунікацій, бібліотекознавчі та культурологічні аспекти підготовки кадрів.